# 皮亚吉内
皮亚吉内（義大利語：Piaggine），是意大利萨莱诺省的一个市镇。总面积62平方公里，人口1492人，人口密度24.1人/平方公里（2009年）。ISTAT代码为065095。